# Gianpaolo Tosel
Gianpaolo Tosel (Udine, 26 ottobre 1940) è un magistrato italiano, giudice sportivo della Lega Nazionale Professionisti Serie A dal 2007 al 2016.

## Biografia
Laureatosi in giurisprudenza presso l'Università di Ferrara, nel 1965 Tosel entrò giovanissimo in magistratura, ricoprendo la funzione sostituto procuratore a Udine sino al 1985. Dopo una breve parentesi a Venezia come sostituto procuratore generale, nel 1989 ha fatto ritorno a Udine in qualità di procuratore capo. È stato pubblico ministero in processi di grande rilevanza sociale, come quello per il rapimento e l'omicidio del direttore dello stabilimento petrolchimico Montedison di Marghera Giuseppe Taliercio nel 1981, ed in seguito quelli per gli omicidi seriali e le tangenti.
Dal 2000, lasciata la magistratura, ha ricoperto vari incarichi tra i quali quelli di difensore civico regionale (2001-2003).

### Incarichi sportivi
Dopo la pensione ha ricoperto diversi ruoli nell'ambito della giustizia sportiva per il calcio: è stato prima collaboratore di Corrado De Biase all'ufficio inchiesta della FIGC, poi alla disciplinare, e infine nel 2007 è stato nominato dalla Lega Nazionale Professionisti Serie A giudice sportivo al posto di Maurizio Laudi.
Alla fine del 2016 cessa dall'incarico, venendo sostituito da Gerardo Mastrandrea.
Per imposizione della FIGC, ha applicato la normativa sulla discriminazione territoriale: talune decisioni da lui assunte hanno provocato attriti con dirigenti e presidenti delle società italiane.